# Dolní Bělá
Dolní Bělá – miejscowość i gmina (obec) w Czechach, w kraju pilzneńskim, w powiecie Pilzno Północ. W 2022 roku liczyła 476 mieszkańców.